# Neoharmsia madagascariensis
Neoharmsia madagascariensis är en ärtväxtart som beskrevs av René Viguier. Neoharmsia madagascariensis ingår i släktet Neoharmsia och familjen ärtväxter. IUCN kategoriserar arten globalt som sårbar. Inga underarter finns listade i Catalogue of Life.